# Château de Thol
Le château de Thol est un ancien château fort, cité depuis le XIVe siècle, centre de la seigneurie de Thol, dont les ruines se dressent sur la commune de Neuville-sur-Ain dans le département de l'Ain en région Auvergne-Rhône-Alpes.
Les vestiges du château font l’objet d’une inscription au titre des monuments historiques par arrêté du 22 février 1927.

## Situation
Le château est situé dans le département français de l'Ain, sur la commune de Neuville-sur-Ain, à 2 kilomètres au sud du bourg, sur une colline à 305 mètres d'altitude au-dessus de la vallée de l'Ain. Il fait face au château de Chenavel, situé de l'autre côté de la rivière à moins de 2 kilomètres.

## Histoire
La seigneurie en toute justice est inféodée, en 1330, par le comte de Savoie, à Barthélemy de la Balme, chevalier, père de Guillaume de la Balme, auquel succéda Catherine de Sales, sa femme. Cette dernière convola en deuxièmes noces avec Humbert de Luyrieux qui vend Thol, en 1374, à Pierre de Brénod, damoiseau, puis le retire pour le transmettre à Marguerite, sa fille, femme de Derrious de Vaugrineuse, dont la postérité en jouit jusqu'à Jeanne de Vaugrineuse, qui le porte en mariage, le 19 juillet 1508, à Claude de Salins, seigneur de Vinzelles, père d'Aimé de Vinzelles, qui le cède, le 13 avril 1577, à Claude, seigneur de Châteauvieux.
Depuis celle époque, la terre de Thol est restée unie à celle de Châteauvieux. Le château est ruiné, depuis longtemps.
En juillet 2019, Arthur et Isabelle Scart et leurs enfants ont acquis les restes du château en vue de sa sauvegarde. Le 19 octobre 2019, Thol participe à la première édition de la Nuit des Châteaux. 

## Description
Daté du XIVe siècle, le château construit sur une butte adopte un plan quadrangulaire d'environ 32 mètres de côté et est cerné de fossés secs. Deux tours carrées se dressent aux angles nord-ouest et sud-ouest. Les logis sont disposés autour d'une cour.
Le château de Thol est aujourd’hui une ruine romantique mais surtout un témoignage remarquable des techniques médiévales dans la région. Le plan extrêmement régulier constitué de quatre tours dans un carré interroge. La disposition des bretèches, des ouvertures nous renseigne sur les dispositifs de défense. Les archéologues auront à documenter ces dispositions. Les procédés constructifs visibles, la disparité des appareils de pierre, les ressauts indiquant les étages des deux tours encore en place sont autant d'éléments nous informant sur les dispositions d'origine qui restent à observer. Les traces d'escaliers ou de cheminée nous informent sur les modes de vie traversés. Mais certains témoins de la construction sont ténus et pourtant des plus instructifs. Les emplacements de bretèches, par exemple, ne sont aujourd'hui perceptibles que par les corbeaux restant en place. Certaines fenêtres ne sont repérables que par les appuis ou un morceau de piédroit.
Le plus extraordinaire élément se situe d'après les expertises, en partie haute de la tour sud. 
Nous avons à cet endroit :

- la constitution partielle des baies

- le niveau de l'égout de toiture ouest donné par la présence de la corniche et des lauzes de rive de la toiture sur un linéaire de moins d'un mètre.
Ce dernier élément semble primordial car il permet d'élaborer des hypothèses sur la forme des couvertures. En effet on imagine souvent trop vite les tours de nos régions couvertes de toits à quatre pans. Il faut ici interroger cet "a priori". En effet, les toitures en lauzes calcaires correspondent à des architectures simples et n'aiment pas les arêtes, difficiles à réaliser et à rendre étanches. Il est donc probable que les arêtes étaient très rondes, un peu à la manière de coupoles et très lourdes, ou, plus probablement, que les toitures des tours étaient à deux pans.
Pour émettre et vérifier ces hypothèses, les spécialistes devront observer le mode de démolition des parties hautes de la tour, qui semble correspondre à la dernière proposition, les pignons dans leur chute entrainant les parties hautes des murs. La réalisation de modèles 3D serait très instructive.

## Archéologie
L'étude archéologique des sols est encore nécessaire pour déterminer les niveaux de sols et les accès. En effet la porte actuelle n'est peut-être pas la porte originelle. Un arc dans le mur nord se dessine plus bas que le sol actuel. 
L'association d’amis du château, Les Paladins de Thol, suggère dans une notice historique que le dernier étage serait de l'époque moderne (XVIème ?) à la suite de la visite de Francesca Bosman, archéologue turinoise.
On sait qu’en 1790 le château est déjà en ruine depuis 200 ans, abandonné probablement à la suite du vandalisme des soldats du Maréchal de Biron, auteurs de nombreux massacres dans la région au XVIe siècle.
GEOKALI a réalisé les relevés 2D et 3D du château de Thol. Grâce aux photos par drone, photos par perche et relevés laser, une maquette 3D a été est obtenue. Ensuite, des orthophotographies sont obtenues à partir du modèle 3D pour établir les coupes, les façades et les plans. Cet outil fondamental et précis permet d'obtenir un grand nombre d'informations sur l'état de dégradation. 